# Die langen großen Ferien
Die langen großen Ferien (Originaltitel: Les Grandes Grandes Vacances) ist eine französische Zeichentrickserie, die zwischen 2013 und 2015 produziert wurde. Die auf historischen Zeugnissen basierende Serie entstand anlässlich des 70. Jahrestags des Endes des Zweiten Weltkrieges.

## Handlung
Im Sommer 1939 verbringen der elfjährige Ernest und die sechsjährige Colette ein Wochenende bei ihren Großeltern in der Normandie. Da sie an das Stadtleben gewohnt sind, müssen sie sich erst einmal an das Leben auf dem Land gewöhnen. Doch zu dieser Zeit tritt Frankreich in den Zweiten Weltkrieg ein und damit verändert sich alles. Damit die Kinder weitgehend vor den Gefahren des Krieges geschützt sind, sollen sie nicht nach Paris zurückkehren. Außerdem ist die Mutter krank geworden. Dies fordert viele Kompromisse und Umstellungen von den beiden ein. Allerdings schließen sie dadurch auch neue Freundschaften und lernen vieles Neues kennen. Dadurch, dass sie öfter sich selbst überlassen sind, haben sie zwar mehrere Freiheiten, müssen dafür aber auch früher lernen, erwachsen zu werden. Aus ihrer Sicht werden über Ereignisse wie die Besetzung des Dorfes durch deutsche Soldaten, die Rationierung von Essen, das Auseinanderreißen der Familien sowie die Judenverfolgung berichtet. Dabei entwickeln sie immer mehr Mut und ein Gefühl für Gerechtigkeit und helfen später auch den Alliierten bei ihrer Landung.

## Produktion und Veröffentlichung
Die Serie wurde zwischen 2013 und 2015 von Les Armateurs, Blue Spirit Animation, France Télévisions, Canal Family und EDCA in Frankreich produziert. Dabei sind 10 Folgen entstanden. Die Serie wurde von Paul Leluc inszeniert und das Design stammt vom Comickünstler Émile Bravo. Ausgearbeitet wurde das Konzept von Delphine Maury ("Polo", "Die Biene Maja") und Olivier Vinuesa, die auch die Drehbücher verfassten.
Erstmals wurde die Serie am 20. April 2015 auf France 3 ausgestrahlt. Dort wurde die Serie von zehn kurzen Porträts von realen Schülern aus der Kriegszeit begleitet und von Kindern der Schule La Poudrière hergestellt. Die deutsche Erstausstrahlung fand am 10. Mai 2015 auf KiKA statt. Weitere Ausstrahlungen erfolgten ebenfalls auf TV5 Monde. Zudem wurde die Serie auf DVD und dem Video-on-Demand-Dienst Netflix veröffentlicht.

## Synchronisation
Die Synchronisation erfolgte in der Interopa Film GmbH, Berlin.
| Figur              | Originalsprecher | Deutscher Sprecher |
| ------------------ | ---------------- | ------------------ |
| Colette            | Clara Quilichini | Luisa Wietzorek    |
| Ernest             | Julien Crampon   | Marcel Mann        |
| Gaston             | Dorothée Pousséo | Friederike Walke   |
| Madame Tissier     | Anne Mathot      | Ilka Teichmüller   |
| Monsieur Tissier   | Jérémy Prévost   | Matthias Klages    |
| Oberst von Krieger | Jochen Haegele   | Gerrit Hamann      |
| Paul               | Marie Facundo    | Julian Mau         |

## Episodenliste
| Folge | deutscher Titel        | deutsche Erstausstrahlung | Originaltitel                | Originalausstrahlung |
| 1     | Auf dem Land           | 10.05.2015                | Les Grandes Grandes vacances | 20.04.2015           |
| 2     | Die Robinsons          | 10.05.2015                | La Drôle de guerre           | 20.04.2015           |
| 3     | Auf der Flucht         | 17.05.2015                | L’Exode                      | 21.04.2015           |
| 4     | Zeit der Prüfungen     | 17.05.2015                | Le Secret                    | 22.04.2015           |
| 5     | Ein Päckchen für Papa  | 24.05.2015                | Lettre à mon père            | 23.04.2015           |
| 6     | Vom Himmel gefallen    | 24.05.2015                | Tombé du ciel                | 24.04.2015           |
| 7     | Der Unglücksstern      | 31.05.2015                | À ton étoile                 | 27.04.2015           |
| 8     | Die kleinen Partisanen | 07.06.2015                | Les Petits Partisans         | 28.04.2015           |
| 9     | Der Anfang vom Ende    | 14.06.2015                | Le Sanglots longs            | 29.04.2015           |
| 10    | Der Wind der Freiheit  | 21.06.2015                | Le Vent de la liberté        | 30.04.2015           |

## Rezeption
TV Wunschliste beschreibt die Serie als eine emotionale Familienunterhaltung und Achterbahnfahrt mit sehenswerten Bildern und Animationen, die nicht nur Kinder, sondern auch Erwachsene anspricht und sich damit gegen das Klischee, Animation sei nur was für Kinder, stellt. Dabei werden die Erlebnisse des Zweiten Weltkriegs aus Sicht von Kindern erzählt und so Kindern bereits didaktisch gezeigt, was die Folgen des Zweiten Weltkriegs sind, ohne dabei belehrend zu wirken.

## Auszeichnungen
2016 gewann die Serie den Kinderfernsehpreis Emil in der Kategorie Trickdramaserie.